# 광주 양송천 묘역
양송천 묘역(梁松川 墓域)은 광주광역시 광산구 동호동에 있는, 조선 중기의 문신이자 문장가인 송천(松川) 양응정(1519∼1581) 선생의 묘소이다. 1978년 9월 22일 광주광역시의 기념물 제8호로 지정되었다.

## 개요
조선 중기의 문신이자 문장가인 송천(松川) 양응정(1519∼1581) 선생의 묘소이다.
중종 35년(1540)에 생원시에 장원급제하고, 명종 7년(1552)에 문과에 급제하여 벼슬길에 나아간 뒤 홍문관 부수찬, 예문관, 승정원 등을 거쳐 대사성에 이르렀다.
당시부터 싹트기 시작한 당쟁의 희생양이 되어 고향으로 돌아가 후진양성에 전념했던 선생은 제자 송강 정철에게 ‘궁리의 뿌리없이 먼저 문자에 능한 자는 있을 수 없다. 나 역시 늦게나마 그것을 깨닫고 후회하고 있으나 때는 이미 늦었다. ’고 말하여 글을 잘 쓴다고 깊은 사상 없이 함부로 붓을 날리는 일이 없도록 당부하였다.
현재 묘역에는 묘 앞에 상석과 향로석, 신도비(神道碑:왕이나 고관 등의 평생업적을 기리기 위해 무덤 근처 길가에 세운 비)가 있는데 비문은 민병승이 지었다. 이곳에는 선생의 아들이며 진주성 전투에서 순절한 충민공 양산숙의 묘와 선생의 손자인 한림학사 양만용의 묘가 함께 있다.

## 같이 보기
- 양응정

## 참고 자료
- 양송천묘역 - 국가유산청 국가유산포털